# Angelika Schafferer
Pour les articles homonymes, voir Schafferer.
Angelika Schafferer née le 27 janvier 1948 à Rinn est une lugeuse autrichienne active dans les années 1970 et le début des années 1980. Elle a participé à trois éditions des Jeux olympiques d'hiver, en 1972, 1976 et Jeux olympiques d'hiver de 1980 où son meilleur résultat est une septième place à Lake Placid en 1980. Elle gagne par la suite trois Coupes du monde consécutives (de 1979 à 1981).

## Palmarès

### Championnats du monde
- Médaille de bronze en individuel à Imst en 1978

### Coupe du monde
- 3 gros globe de cristal en individuel : 1979, 1980 et 1981.
- 12 podiums individuels : 
  - en simple : 5 victoires, 5 deuxièmes places et 2 troisièmes places.